# Paul Friedrich Achat Nitsch
Paul Friedrich Achat Nitsch (auch Nietzsch; * 5. Mai 1754 in Glauchau; † 19. Februar 1794 in Bibra) war ein deutscher Schriftsteller und lutherischer Geistlicher.

## Leben
Nitsch absolvierte die Fürstenschule von Pforta und anschließend ein Studium an der Universität Leipzig. Zunächst fand er als Bibliothekar bei den Grafen von Schönburg in Glauchau Anstellung, bevor er als Hauslehrer in Dresden tätig wurde. Dort gab er 1781 Für Teutsche Mädchen – eine Wochenschrift heraus. Ebenfalls in Dresden legte er durch ein umfangreiches Literaturstudium die Grundlage für sein weiteres schriftstellerisches Wirken.
Nitsch folgte 1782 einem Ruf als Pfarrer in Ober- und Niederwünsch, bevor er schließlich 1793 Adjunkt und Pfarrer in Bibra wurde. In die Zeit von Wünsch und Bibra fiel hauptsächlich seine Publikationstätigkeit. Später wurden noch Manuskripte aus seinem Nachlass vervollständigt und publiziert, so von Johann Georg Christian Höpfner.

## Werke (Auswahl)
- Beschreibung des häuslichen, gottesdienstlichen, sittlichen, politischen, kriegerischen und wissenschaftlichen Zustandes der Griechen, nach den verschiedenen Zeitaltern und Völkerschaften, 4 Bände, Keyser, Erfurt 1791–1806
- Kurzer Entwurf der Schulwissenschaft oder Anweisung für künftige Schulmänner ihr Amt zweckmäßig und mit Nutzen zu führen, Heinsius, Leipzig 1789.
- Einleitung in das Studium der alten Kunstwerke, Leipzig 1792.
- Beschreibung Des Häuslichen, Wissenschaftlichen, Sittlichen, Gottesdienstlichen, Politischen Und Kriegerischen Zustandes Der Römer Nach Den Verschiedenen Zeitaltern Der Nation., 4 Bände, Schraembl, Wien 1792–1794.
- Die Geschichte der Römer: zur Erklärung ihrer classischen Schriftsteller, 3 Bände, Schraembl, Wien 1792.
- Vorlesungen über die klassischen Dichter der Römer, 2 Bände, Junius, Leipzig 1792–1793.
- Kurzer Entwurf der Schulwissenschaft oder Anweisung für künftige Schulmänner ihr Amt zweckmäßig und mit Nutzen zu führen, Hilscher, Leipzig 1793.
- Neues Mythologisches Wörterbuch: nach den neuesten Berichtigungen für studirende Jünglinge und angehende Künstler, Fleischer, Leipzig 1793.
- Handbuch zur Erklärung der Schriften des Alten Testaments für Prediger, Schullehrer und den gemeinen Mann, 1793.
- Wörterbuch der alten Geographie nach den neuesten Berichtigungen zusammengetragen. Herausgegeben und fortgesetzt von J. G. C. Höpfner, Halle 1794.